# Women's Franchise League
La Women's Franchise League est une organisation britannique créée par la suffragette Emmeline Pankhurst avec son mari Richard et d'autres en 1889, quatorze ans avant la création de l'Union sociale et politique des femmes en 1903. Harriet McIlquham était la présidente de l'organisation en 1889,. En 1895, le comité réuni à Aberystwyth se composait de : Ursula Mellor Bright, Mme Behrens, Esther Bright, Herbert Burrows, le Dr Clark, MP, Mme Hunter de Matlock Bank, Jane Brownlow, Mme E. James, H.N. Mozley, Alice Cliff Scatcherd (en), la comtesse Gertrude Guillaume-Schack, Jane Cobden et le Dr et Mme Pankhurst.
La principale réalisation de l'organisation a été d'obtenir le vote de certaines femmes mariées aux élections locales après la campagne de ses membres, alors que jusqu'à la loi de 1894 (en) sur le gouvernement local, le vote aux élections municipales était réservé à certaines femmes célibataires.